# Підставки (Золочівський район)
Пі́дставки —  село в Україні, в Золочівському районі Львівської області. Населення становить 200 осіб. Орган місцевого самоврядування - Буська міська рада.

## Населення

### Мова
Розподіл населення за рідною мовою за даними перепису 2001 року:
| Мова       | Кількість | Відсоток |
| ---------- | --------- | -------- |
| українська | 200       | 100%     |